# Roland Lehureaux
Roland Lehureaux est un footballeur français né le 19 juillet 1944 à Denain. Il était attaquant.
Il a principalement joué en faveur de l'US Toulouse et du FC Poitiers.